# KZ Breslau-Dürrgoy
Das KZ Breslau-Dürrgoy bestand als frühes Konzentrationslager zwischen April und August 1933 im Breslauer Stadtteil Dürrgoy (polnisch: Tarnogaj). In dem von SA-Mitgliedern bewachten Konzentrationslager waren überwiegend politische Gefangene untergebracht.

## Geschichte
Nach der Machtübertragung an die Nationalsozialisten wurden in Breslau im März und April 1933 in mehreren Verhaftungswellen politische Gegner der Nationalsozialisten in „Schutzhaft“ genommen und im bald überfüllten Polizeipräsidium untergebracht. Am 28. April wurde nach einer weiteren Verhaftungswelle das Konzentrationslager im Warenlager einer Düngemittelfabrik an der Strehlener Chaussee (polnisch: ulica Bardzka) eingerichtet. Dort waren bereits im Ersten Weltkrieg Kriegsgefangene festgehalten worden.
Der Breslauer Polizeipräsident Edmund Heines (1897–1934) war maßgeblich verantwortlich für das KZ Dürrgoy. Heines, 1920 an einem Fememord beteiligt, später dann Reichstagsabgeordneter der NSDAP, führte im Rang eines SA-Obergruppenführers die SA-Gruppe „Schlesien“. Das KZ Dürrgoy wird auch als Heines’ „Privatlager“ bezeichnet; „persönliche Rachegelüste“ Heines’ standen offenbar hinter der Inhaftierung des vormaligen sozialdemokratischen Reichstagspräsidenten Paul Löbe in Dürrgoy: Der Parlamentspräsident hatte Heines 1932 wegen Tätlichkeiten im Parlamentsgebäude aus dem Reichstag ausgeschlossen. Nach der nationalsozialistischen „Machtergreifung“ befand sich Löbe zunächst in Berlin in „Schutzhaft“, ehe er im August 1933 ohne Kenntnis der Berliner Gestapo von einem Breslauer SA-Kommando entführt wurde. Löbe berichtete in seinen Erinnerungen von einer von der Lagerleitung inszenierten „festlichen Begrüßung“ in Dürrgoy, bei der eine aus kommunistischen Häftlingen gebildete Schalmeienkapelle spielte und ein Häftling ihm einen „Blumenstrauß“ aus Brennnesseln und Kartoffelkraut überreichen musste.
Um die eigene Macht zu demonstrieren und die Bevölkerung abzuschrecken oder einzuschüchtern, wurden prominente Häftlinge häufig von der SA und der Polizei in demütigender Weise in einer Art „Triumphzug“ durch Breslau zum KZ geführt. Zu den weiteren in Dürrgoy inhaftierten Politikern aus SPD, KPD sowie der in Breslau stark vertretenen SAPD gehörten:
- Heinrich Bretthorst (1883–1962), Politiker (SPD/SED).
- Ernst Eckstein (1897–1933), Vorsitzender des Parteibezirks Mittelschlesien der SAPD[3]
- Karl Elgas (1900–1985), Reichstagsabgeordneter (KPD)[4]
- Hermann Lüdemann (1880–1959), Oberpräsident von Niederschlesien (SPD)[5]
- Karl Mache (1880–1944), stellvertretender Bürgermeister von Breslau (SPD)[6]
- Paul Seibold (1871–1954), preußischer Landtagsabgeordneter (SPD)[7]
- Arthur Ullrich (1894–1969), Reichstagsabgeordneter (KPD)[8]
- Fritz Voigt (1882–1945), Mitglied der Nationalversammlung 1919 (SPD)[9]
- Berthold Weese (1879–1967), preußischer Landtagsabgeordneter (SPD)[10]
- Wilhelm Winzer (1878–1957), preußischer Landtagsabgeordneter (SPD)[11]

Löbe beschrieb in seinen Lebenserinnerungen die Haftverhältnisse in Dürrgoy:
„Achtzig Feldbettstellen standen in Doppelreihen übereinander in der Baracke, hundertzwanzig Häftlinge lagen auf dem gestampften Erdboden, darunter auch ich. Etwa vier Meter von den Kübeln entfernt, in die 200 Eingeschlossene ihre Bedürfnisse befriedigten, befand sich mein Lager. Tausende von Fliegen vermittelten einen regen Verkehr. Die neu hinzugekommenen Häftlinge wuschen sich und aßen aus denselben Konservenbüchsen, denn Geschirr war für sie nicht da. In der Nacht kamen uniformierte Verbrecher, stießen einzelne Gefangene mit ihren Stiefeln wach und trieben sie hinaus. Man hörte diese in der ‚Sanitätsbaracke’ unter Schlägen schreien und wimmern, bis sie ohnmächtig herausgeschleppt und mit dem Kopf in die Regentonne gesteckt wurden, damit sie wieder zu sich kamen.“
Zur Unterbringung der Häftlinge wurde zunächst eine, später dann eine zweite Wellblechbaracke genutzt. Eine weitere Baracke, offiziell als „Sanitätsbaracke“ bezeichnet, diente auch als Folterstätte. Eine zweite Folterstätte war das außerhalb des Lagers gelegene „Braune Haus“ in der Neudorfer Straße (polnisch: ulica Komandorska), genannt Einrichtung „zur besonderen Vernehmung“ (z. b. V.), in der Polizeihilfskommissare die Häftlinge „in allen Varianten psychisch und physisch“ folterten. Nachts fanden „Feueralarme“ statt, während denen die Häftlinge stundenlang exerzieren mussten. Das Prügeln der Häftlinge mit Gummiknüppeln und Reitpeitschen, offiziell körperliche „Erziehungsmaßnahme“ genannt, war alltäglich.
Die Wachmannschaft, der eine eigene Baracke zur Verfügung stand, bestand überwiegend aus jungen SA-Mitgliedern und einigen Hilfspolizisten. Erster Lagerkommandant war der SA-Sturmbannführer Heinze; er wurde nach Beschwerden wegen Gefangenenmisshandlung und einem Erpressungsversuch durch den SA-Standartenführer Rohde ersetzt. Das Gelände des Konzentrationslagers war mit Stacheldraht umzäunt und mit einer Hochspannungsleitung umgeben; die zur Bewachung eingesetzten Polizisten und Hilfspolizisten waren mit Maschinenpistolen bewaffnet.
Die Häftlinge mussten neun bis zwölf Stunden täglich arbeiten. Dabei wurden Arbeitszeiten und -pausen willkürlich gehandhabt; der Übergang von Arbeit zur Folter war fließend. Anfänglich wurden die Gefangenen zum weiteren Ausbau des Lagers eingesetzt; spätere Arbeiten – auch außerhalb des Lagers – waren das Entschlammen eines Teiches, der zu einem Freibad umgebaut werden sollte, sowie Bauarbeiten an Gebäuden der Polizei und SA in Breslau.
Die Zahl der Häftlinge stieg bei starker Fluktuation von anfänglich 200 auf 423 bei Auflösung des Lagers am 10. August 1933. An diesem Tag wurden 343 Häftlinge in die Emslandlager überstellt; die anderen Häftlinge wurden ins Breslauer Polizeipräsidium gebracht und von dort meist entlassen.
Heute existieren keine Überreste des Konzentrationslagers mehr; auf dem Gelände befindet sich der nach dem Ende des Zweiten Weltkrieges aufgehäufte Schuttberg Wzgórze Gajowe.